# 凯莉·鲁伦
凯莉·鲁伦（英語：Kelly Rulon，1984年8月16日—），美国女子水球运动员。她曾代表美国国家队参加2004年和2012年夏季奥林匹克运动会水球比赛，获得一枚金牌和一枚铜牌。